# Johann Friedrich Carl Albert von Linker und Lützenwick

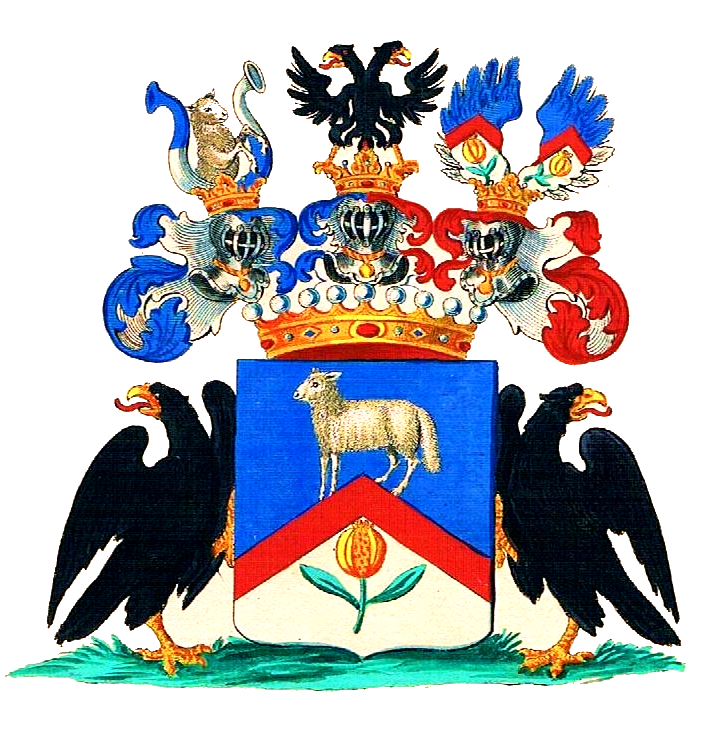
Wappen der Grafen von Linker

Johann Friedrich Carl Albert Freiherr von Linker und Lützenwick (* 18. Oktober 1773 in Denstedt; † 26. Dezember 1844 in Weimar) war sachsen-weimarischer Oberforstmeister, Landrat und Kammerherr.
Carl von Linker gehörte zur Adelsfamilie der Linker von Lützenwick. Er war der älteste Sohn des sachsen-weimarischen Kammerrats Joseph Johann Jacob von Lincker und Lützenwick (1747–1807) und seiner Ehefrau, der „ausgezeichnet schönen“ Tochter des Weimarer Majors Heinrich von Bünau. Er wurde auf dem Gut Denstedt geboren, zu dem auch Linkers Hof gehörte.
Linker begann seine Berufstätigkeit als Page am Hof und trat 1793 in eine militärische Laufbahn ein. Er war in mehreren Kriegen als Offizier im Einsatz, insbesondere war er bei der Rheinkampagne 1796 und der Schlacht bei Jena und Auerstedt 1806 dabei. 1807 wurde er zum Kammerherrn und Oberforstmeister sowie Chef des Allstedter Departements ernannt. Zusätzlich wurde er im April 1812 Landrat beim Weimarischen Kreis. Als solcher hatte er 1813 bei der Völkerschlacht für Proviantierung von Truppen zu sorgen. Im Februar 1838 wurde er zum Landjägermeister ernannt.
Carl von Linker verehelichte sich im Juli 1799 mit Eleonore Christiane Caroline von Schönberg. Sie war eine enge Freundin der Schriftstellerin Charlotte  von Ahlefeld geb. von Seebach; in Goethes Briefwechsel mit seiner Frau Christiane wird sie mehrfach erwähnt. Der Ehe entstammte eine Tochter Mathilde Agnes Gabriele (* 31. Juli 1801, † 5. September 1830), die am 4. Mai 1823 den Weimarer Kammerherrn Wilhelm von Wegner († Juni 1853) aus Mietau heiratete.
Zum 50-jährigen Dienstjubiläum am 8. Juni 1843 wurde ihm das Komturkreuz des Hausordens der Wachsamkeit oder des weißen Falken verliehen.